# Southend-on-Sea
Southend-on-Sea egy tengerparti üdülőváros Angliában.

## Fekvése
A Temze torkolatától északra terül el, Londontól kb. 65 km-re. Északról Rochford, nyugatról Castle Point határolja.

## Története
Eredetileg Prittlewell falu déli vége, Southend a viktoriánus időszakban vált népszerű üdülővárossá. Népszerűségének és a Londonból vonattal történő könnyű megközelíthetőségének köszönhetően ettől az időszaktól kezdve a város gazdasága a turizmusra épült. A Southend Pier a világ leghosszabb sétamólója a maga 2158 méteres hosszával. Az évek során a móló több tűz és hajókarambol áldozatává vált, de minden alkalommal helyreállították. A legutóbbi tűzeset 2005 októberében történt.
A hagyományos angol üdülővárosok hanyatlása miatt az 1960-as évektől kezdve Southendet leginkább kereskedelmi központnak fejlesztették, melynek következtében az eredeti jellegzetességei közül sok elpusztult az átépítéseknek, illetve a hanyagságnak köszönhetően.

## Testvérvárosa
- Sopot (Lengyelország)